# Metrioxenoides pusillus
Metrioxenoides pusillus is een keversoort uit de familie bastaardsnuitkevers (Nemonychidae). De wetenschappelijke naam van de soort werd in 1998 gepubliceerd door Gratshev, Zherikhin & Jarzembowski.